# Понг
Понг је рачунарска игра која је изашла 29. новембра 1972. године. Дизајнирао ју је Алан Алкорн, а Атари ју је програмирао и издао.

## Опис игре
Понг је дводимензионална спортска игра која симулира стони тенис. Играч контролише рекет у игри померајући га вертикално преко леве или десне стране екрана. Они се могу такмичити против компјутера или другим играчем који контролише други рекет на супротној страни. Играчи користе рекете да ударају лопту напред и назад. Циљ је да сваки играч дође до једанаест бодова пре противника; бодови се зарађују када неко не врати лопту другом играч.

## Значај
Игра Понг је оставила велики траг у модерном "Гејмању", јер је заправо то прва игрица на свету. Након игре Понг кренуле су да се развијају игрице више него пре,пре Понга све је било полу игрица,пола нешто друго.

## Развој и историја
Понг је била прва игра коју је развио Атари.1 Након што је произвео Computer Space, Бушнел је одлучио да формира компанију која ће производити више игара лиценцирањем идеја другим компанијама. Први уговор је био са Bally Manufacturing Corporation за игру вожње. Убрзо након оснивања, Бушнел је ангажовао Алана Алкорна због његовог искуства са електротехником и рачунарством; Бушнел и Дабни су такође раније радили са њим у Ампексу. Пре него што је радио у Атарију, Алкорн није имао искуства са видео игрицама. Бушнел је првобитно планирао да развије видео игрицу за вожњу, под утицајем Чикаго Коинове игре Speedway (1969) која је у то време била најпродаванија електро-механичка игра у његовој забавној аркади.. Међутим, Бушнел је био забринут да би то могло бити превише компликовано за Алкорнову прву игру.
Да би Алкорна прилагодио стварању игара, Бушнел му је дао пројекат који је тајно требало да буде вежба за загревање. Бушнел је рекао Алкорну да има уговор са Генерал Електриком за производ и замолио Алкорна да направи једноставну игру са једном покретном тачком, две лопатице и цифрама за вођење резултата. Бушнел је 2011. изјавио да је игра инспирисана претходним верзијама електронског тениса које је раније играо; Бушнел је играо верзију на рачунару PDP-1 1964. док је похађао колеџ. Међутим, Алкорн је тврдио да је то био директан одговор на Бушнелово гледање тениске игре Магнавокс Одисија. У мају 1972, Бушнел је посетио Магнавоксов Профит Караван у Берлингејму, Калифорнија, где је играо демонстрацију Магнавокс Одиси, конкретно игру стоног тениса. Иако је мислио да игрици недостаје квалитет, то искуство је навело Бушнела да додели пројекат Алкорну.
Три месеца од почетка развоја, Бушнел је рекао Алкорну да жели да игра садржи реалистичне звучне ефекте и бучну публику. Дабни је желео да игра „звижди” и „шити” када играч изгуби рунду. Алкорн је имао ограничен простор за неопходну електронику и није знао како да створи такве звукове помоћу дигиталних кола. Након што је прегледао генератор синхронизације, открио је да може да генерише различите тонове и користи их за звучне ефекте игре. Да би конструисао прототип, Алкорн је купио Хитачијев црно-бели телевизор за 75 долара из локалне продавнице, ставио га у дрвени ормар од 4 ft (1,2 m) и залемио жице у плоче да би направио потребна кола. Прототип је толико импресионирао Бушнела и Дабнија да су осетили да би то могао да буде профитабилан производ и одлучили су да тестирају његову тржишну прођу.
У августу 1972. Бушнел и Алкорн су инсталирали Понгов прототип у локалном бару, Анди Каповој гостионици. Изабрали су ту локацију због њиховог доброг радног односа са власником и менаџером бара, Билом Гадисом; Атари је Гадису испоручио флипере. Бушнел и Алкорн су поставили прототип на један од столова у близини других машина за забаву: џубокса, флипера и компјутерског простора. Игра је добро примљена прве вечери и њена популарност је наставила да расте у наредних недељу и по дана. Бушнел је затим отишао на службено путовање у Чикаго да би демонстрирао Понг руководиоцима у Бали и Мидвеј производњи; он је намеравао да искористи Понг да испуни свој уговор са Балијем, уместо игре вожње. Неколико дана касније, прототип је почео да показује техничке проблеме и Гадис је контактирао Алкорна да га поправи. Након прегледа машине, Алкорн је открио да је проблем у томе што је механизам за новчиће препун.
Након што је чуо за успех игре, Бушнел је одлучио да ће Атари имати више профита ако производи игру, уместо да је лиценцира, али је интересовање Балија и Мидваја већ било подстакнуто. Бушнел је одлучио да обавести сваку од две групе да је друга незаинтересована — Бушнел је рекао директорима Балија да то не желе руководиоци Мидвеја и обрнуто — да би очувао односе за будуће послове. Након што су чуле Бушнелов коментар, две групе су одбиле његову понуду. Бушнел је имао потешкоћа да пронађе финансијску подршку за Понга; банке су га посматрале као варијанту флипера, који је у то време шира јавност повезивала са мафијом. Атари је на крају добио кредитну линију од Велс Фарга коју је искористио за проширење својих објеката да би сместио монтажну линију. Компанија је објавила Понг 29. новембра 1972. године. Менаџмент је тражио раднике у локалној служби за запошљавање, али тај приступ није био у стању да прати потражњу. Први произведени аркадни ормани монтирани су веома споро, око десет машина дневно, од којих су многе нису пролазиле на тестирању квалитета. Атари је временом поједноставио процес и почео да производи игру у већим количинама. До 1973. почели су да испоручују Понг у друге земље уз помоћ страних партнера.
У Јапану, Понг је званично објављен у новембру 1973. од стране Атари Јапана, који ће касније постати део Намка. Међутим, Понг је побеђен на тржишту од стране два јапанска клона Понга објављена у јулу 1973: Сегин Понг Трон и Тајтов Елепонг.